# Andrzej Majkowski
Andrzej Marian Majkowski (ur. 8 września 1939 w Warszawie) – polski dyplomata, urzędnik, w latach 1996–2005 podsekretarz stanu w Kancelarii Prezydenta RP, w latach 2006–2022 prezes Fundacji Aleksandra Kwaśniewskiego „Amicus Europae”. 

## Życiorys
Jako licealista należał do Związku Młodzieży Polskiej. Od 1957 do 1958 pracował jako ślusarz w Warszawskich Zakładach Fotochemicznych, a następnie był tokarzem w Polskich Zakładach Optycznych. Równocześnie uprawiał lekkoatletykę.
W 1965 ukończył studia na Wydziale Geografii Uniwersytetu Warszawskiego oraz na Moskiewskiej Akademii Dyplomatycznej. W latach 1963–1972 był działaczem i pracownikiem ruchu młodzieżowego Zrzeszania Studentów Polskich i Związku Młodzieży Socjalistycznej. Od 1963 do 1964 był instruktorem Wydziału Propagandy, następnie kierownikiem Wydziału Studenckiego, a od 1966 do 1967 przewodniczącym Zarządu Stołecznego ZMS. Od 1967 do 1972 pełnił funkcję sekretarza, a następnie wiceprzewodniczącego władz krajowych tej organizacji. Od 1965 należał także do Polskiej Zjednoczonej Partii Robotniczej. Od 1967 do 1968 wchodził w skład egzekutywy Komitetu Warszawskiego PZPR. Uczestniczył w kampanii antysemickiej marca 1968, co zostało ujawnione przez media w 2001 i zostało wówczas przez niego samego ocenione negatywnie.
Od 1969 do 1972 pełnił funkcję prezesa Polskiego Związku Lekkiej Atletyki. Od 1972 do 1992 był pracownikiem Ministerstwa Spraw Zagranicznych m.in. jako I Sekretarz Ambasady w Moskwie, radca Ambasady w Indiach, wicedyrektor Departamentu Azji MSZ, ambasador Polski w Tajlandii, Birmie i na Filipinach (1984–1987), wicedyrektor Departamentu Afryki, Azji i Australii MSZ.
W latach 1988–1992 zasiadał w Prezydium Polskiego Komitetu Olimpijskiego. W okresie 1992–1995 pełnił funkcję prezesa Zarządu „Kuriera Polskiego”. W 1995 przewodniczył Radzie Nadzorczej S.L.S.A. Lucas, a w latach 1996–2005 był podsekretarzem stanu w Kancelarii Prezydenta RP odpowiedzialnym za sprawy międzynarodowe.
W lutym 1989 objął funkcję przewodniczącego Rady Fundacji Polskiej Lekkiej Atletyki. W 1997 został prezesem Zarządu Towarzystwa Polska-Republika Korei, a w 1998 prezesem Zarządu Stowarzyszenia „ Sport Dzieci i Młodzieży”. W kwietniu 2006 objął prezesurę Fundacji Aleksandra Kwaśniewskiego „Amicus Europae”, a w czerwcu tego samego roku przewodnictwo Komisji Współpracy Międzynarodowej Polskiego Komitetu Olimpijskiego. W 2022 zakończył pełnienie funkcji prezesa Fundacji Aleksandra Kwaśniewskiego „Amicus Europae”, jego następcą został Ireneusz Bil.
Według materiałów zgromadzonych w archiwum Instytutu Pamięci Narodowej był w latach 1974–1987 tajnym współpracownikiem wywiadu wojskowego PRL (Zarządu II Sztabu Generalnego) o pseudonimie „Lotnik”.

## Ordery i odznaczenia
- Order Odrodzenia Polski II klasy (2005)[7]
- Krzyż Wielki Orderu Zasługi (Norwegia, 1996)[8]
- Order Zasługi Republiki Włoskiej I klasy (Włochy, 1997)[9]
- Krzyż Wielki Komandorski Orderu Wielkiego Księcia Giedymina (Litwa, 1997)[10]
- Order Podwójnego Białego Krzyża II klasy (Słowacja, 20 lutego 1998)[11]
- Krzyż Wielki Orderu „Za zasługi dla Litwy" (Litwa, 2002)[12]
- Order Krzyża Ziemi Maryjnej II klasy (Estonia, 2002)[13]
- Order Księcia Jarosława Mądrego V klasy (Ukraina, 2004)[14]
- Order Zasługi za Wybitną Służbę I klasy (Peru, 2002)[15]
- Order Trzech Gwiazd III klasy (Łotwa, 2005)[16].
- Medal "Za umacnianie przyjaźni" (nadany przez kierownictwo Wolnej Młodzieży Niemieckiej NRD, 1971)[17]
- Odznaka honorowa „Za zasługi w rozwoju województwa koszalińskiego” (1970)[18]
- Odznaka „Zasłużony Działacz Kultury Fizycznej” (1971)[19]